# صابر هرایچ
صابر هرایچ (انگلیسی: Saber Hraiech؛ زادهٔ ۳۰ ژوئیهٔ ۱۹۹۵) بازیکن فوتبال است.
از باشگاه‌هایی که در آن بازی کرده‌است می‌توان به باشگاه فوتبال پیاچنزا اشاره کرد.